# Box na Letních olympijských hrách 1924
Box na Letních olympijských hrách 1924 ve Francii.

## Medailisté

### Muži
| Kategorie                    | Zlato                                         | Stříbro                                          | Bronz                                              |
| ---------------------------- | --------------------------------------------- | ------------------------------------------------ | -------------------------------------------------- |
| Muší váha (– 51 kg)          | Fidel La Barba · Spojené státy americké (USA) | James McKenzie · Velká Británie (GBR)            | Raymond Fee · Spojené státy americké (USA)         |
| Bantamová váha (– 54 kg)     | William Smith · Jihoafrická unie (RSA)        | Salvatore Tripoli · Spojené státy americké (USA) | Jean Ces · Francie (FRA)                           |
| Pérová váha (– 58 kg)        | Jackie Fields · Spojené státy americké (USA)  | Joseph Salas · Spojené státy americké (USA)      | Pedro Quartucci · Argentina (ARG)                  |
| Lehká váha (– 62 kg)         | Hans Jacob Nielsen · Dánsko (DEN)             | Alfredo Copello · Argentina (ARG)                | Frederick Boylstein · Spojené státy americké (USA) |
| Lehká střední váha (– 67 kg) | Jean Delarge · Belgie (BEL)                   | Héctor Méndez · Argentina (ARG)                  | Douglas Lewis · Kanada (CAN)                       |
| Střední váha (– 73 kg)       | Harry Mallin · Velká Británie (GBR)           | John Elliott · Velká Británie (GBR)              | Joseph Jules Beecken · Belgie (BEL)                |
| Polotěžká váha (– 80 kg)     | Harry Mitchell · Velká Británie (GBR)         | Thyge Petersen · Dánsko (DEN)                    | Sverre Sørsdal · Norsko (NOR)                      |
| Těžká váha (+ 80 kg)         | Otto von Porat · Norsko (NOR)                 | Søren Petersen · Dánsko (DEN)                    | Alfredo Porzio · Argentina (ARG)                   |

## Přehled medailí podle zemí
| Pořadí | Země                         | Zlato | Stříbro | Bronz | Celkově |
| ------ | ---------------------------- | ----- | ------- | ----- | ------- |
| 1      | Spojené státy americké (USA) | 2     | 2       | 2     | 6       |
| 2      | Velká Británie (GBR)         | 2     | 2       | 0     | 4       |
| 3      | Dánsko (DEN)                 | 1     | 2       | 0     | 3       |
| 4      | Belgie (BEL)                 | 1     | 0       | 1     | 2       |
| 4      | Norsko (NOR)                 | 1     | 0       | 1     | 2       |
| 6      | Jihoafrická unie (RSA)       | 1     | 0       | 0     | 1       |
| 7      | Argentina (ARG)              | 0     | 2       | 2     | 4       |
| 8      | Kanada (CAN)                 | 0     | 0       | 1     | 1       |
| 8      | Francie (FRA)                | 0     | 0       | 1     | 1       |